# Hannover Hauptbahnhof
Hannover Hauptbahnhof, zkráceně Hannover Hbf, je hlavní nádraží v Hannoveru s průměrným počtem cestujících 250 000 denně. Provozuje jej dcera největší železniční společnosti v Německu Deutsche Bahn – DB InfraGO, která je zodpovědná za více než 5 000 stanic německé železniční sítě. Nádraží je významnou destinací dálkových, vysokorychlostních vlaků Intercity-Express zkráceně ICE. Navazuje na železniční síť v Hannoveru S-Bahn a Stadtbahn.

## Historie

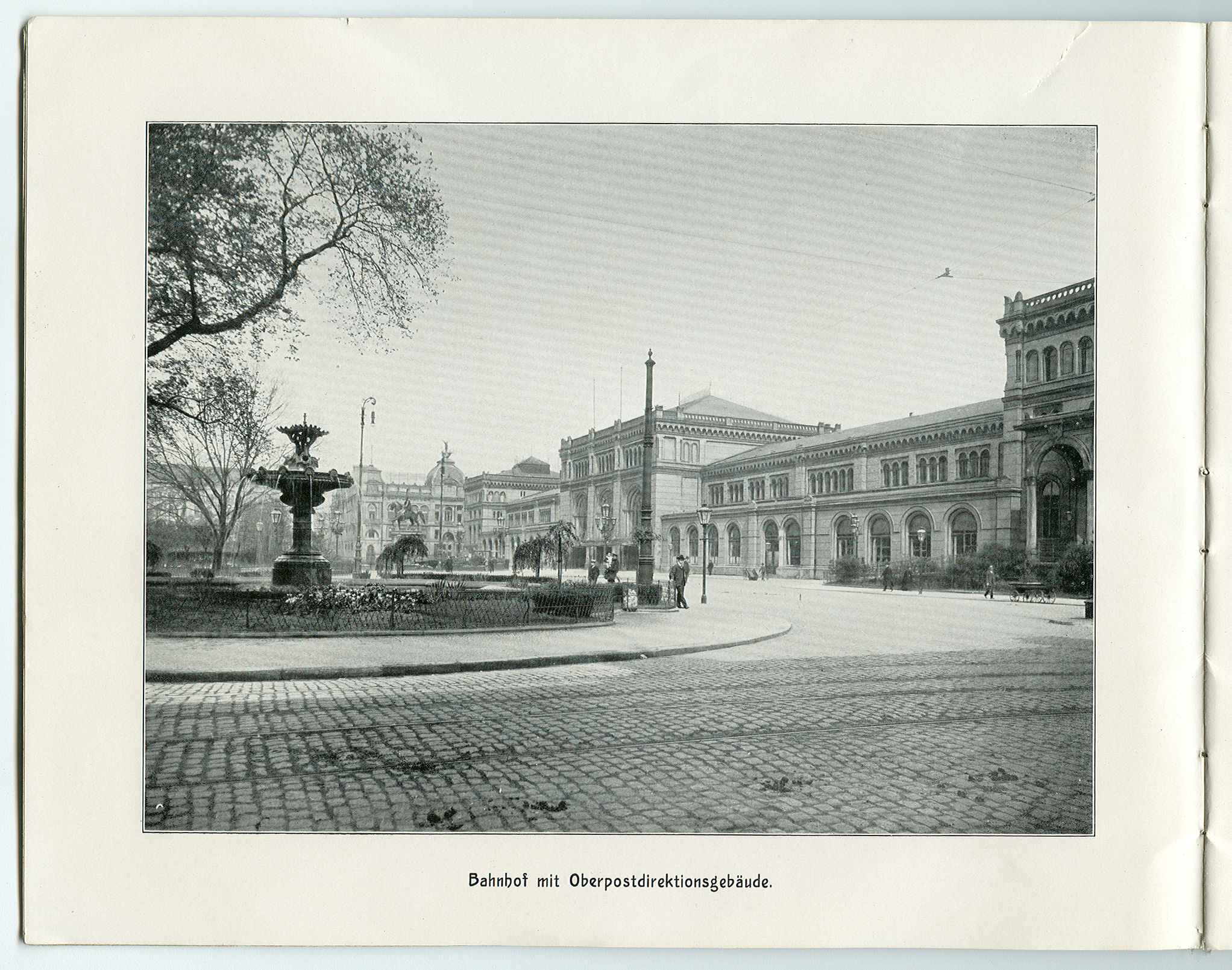
Hlavní nádraží (1898-1903)

První železniční stanice v Hannoveru s dočasnou nádražní budovou sloužila trati vedoucí do Lehrte, postavena byla v roce 1843. V letech 1845-1847, byla postavena nová nádražní budova na stejném místě. Po stržení staré nádražní budovy v roce 1875, vznikla současná nádražní budova postavená v letech 1876-1879, která byla později rozšířena a to v roce 1910.
Za druhé světové války, byla stanice těžce poškozena. Po válce proběhla rozsáhlá přestavba, která byla dokončena v roce 1948. V roce 1963 byla stanice plně elektrifikována. Výstavba vysokorychlostní trati z Hannoveru do Würzburgu započala v roce 1973, provoz byl zahájen v roce 1991.
Nádražní budova prošla rozsáhlou přestavbou v roce 1970, při výstavbě městského dopravního systému, podzemních tunelů pod stanicí. Také v roce 2000, související se světovou výstavou Expo 2000, kdy byla kupříkladu vybavena nákupním centrem. Dlouho zanedbávaná podzemní stanice, sloužící městskému dopravního systému, prošla rozsáhlou přestavbou v letech 2004-2006.

## Železniční doprava

Schéma sítě S-Bahn

Schéma sítě Stadtbahn

Dálkové spoje: Hlavní nádraží obsluhuje dálkové vnitrostátní i mezinárodní spoje Intercity-Express – ICE, EuroCity – EC, InterCity – IC jedoucí např. do Berlína, Salcburku, Düsseldorfu, Essenu, Lipska, Kolína nad Rýnem, Oldenburgu, Basileje, Amsterdamu.
Regionální spoje: Četné jsou především spoje Regional-Express – RE a Regionalbahn – RB směřující do Brém, Buchholzu, Uelzenu, Wolfsburgu, Bad Harzburgu, Braunschweigu, Göttingenu.
Meziměstské spoje: Hlavní nádraží je také centrální křižovatkou dvou rychlých dopravních systémů ve městě S-Bahn a Stadtbahn. S-Bahn obsluhuje linky S1, S2, S3, S4, S5, S6, S7, S8. Podzemní stanice Stadtbahn pak linky 1, 2, 3, 7, 8, 9. Tato podzemní stanice není součástí metra, nýbrž městského dopravního systému Stadtbahn, což je rychlá městská dráha.

## Galerie

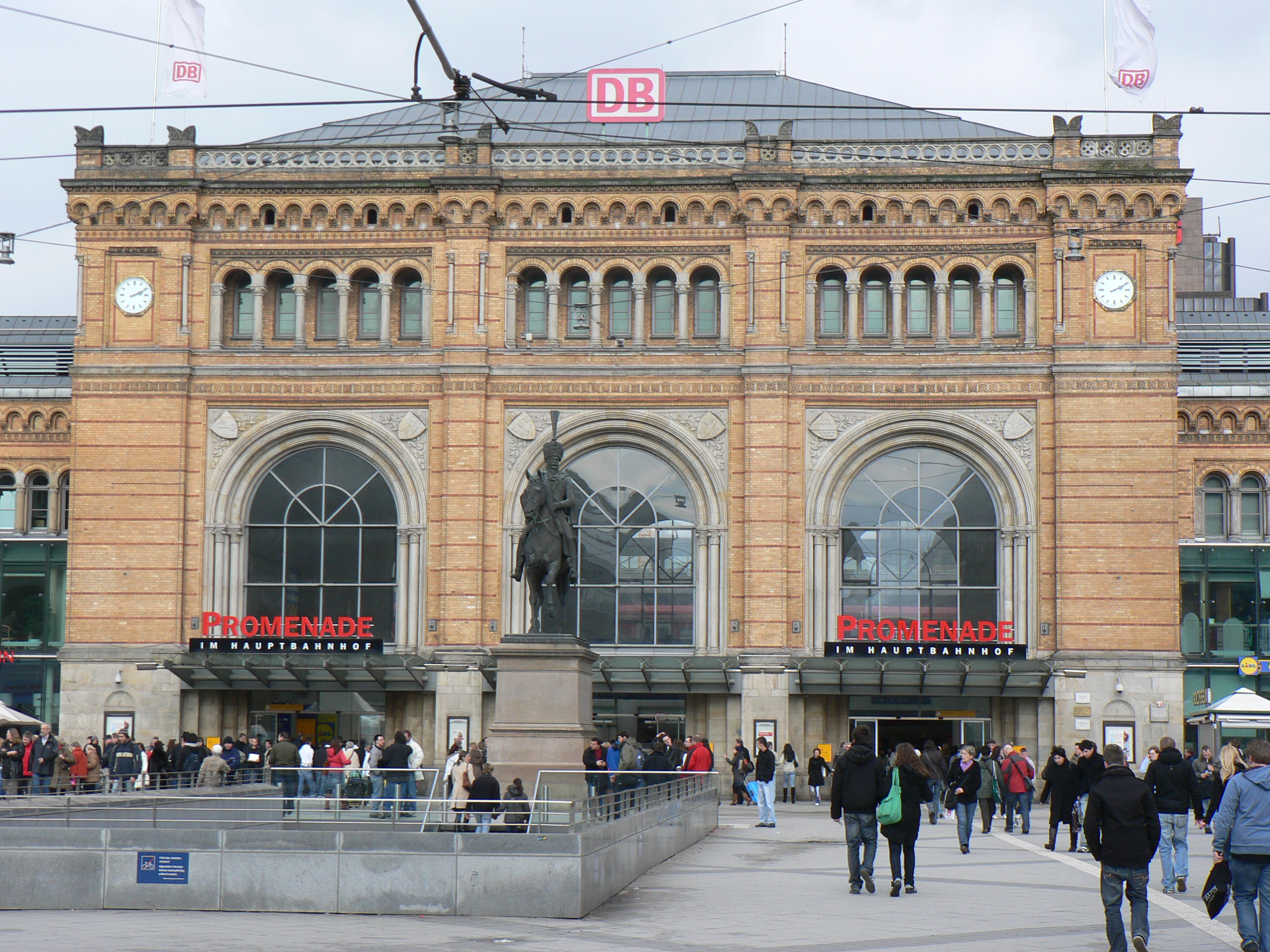
Staniční budova
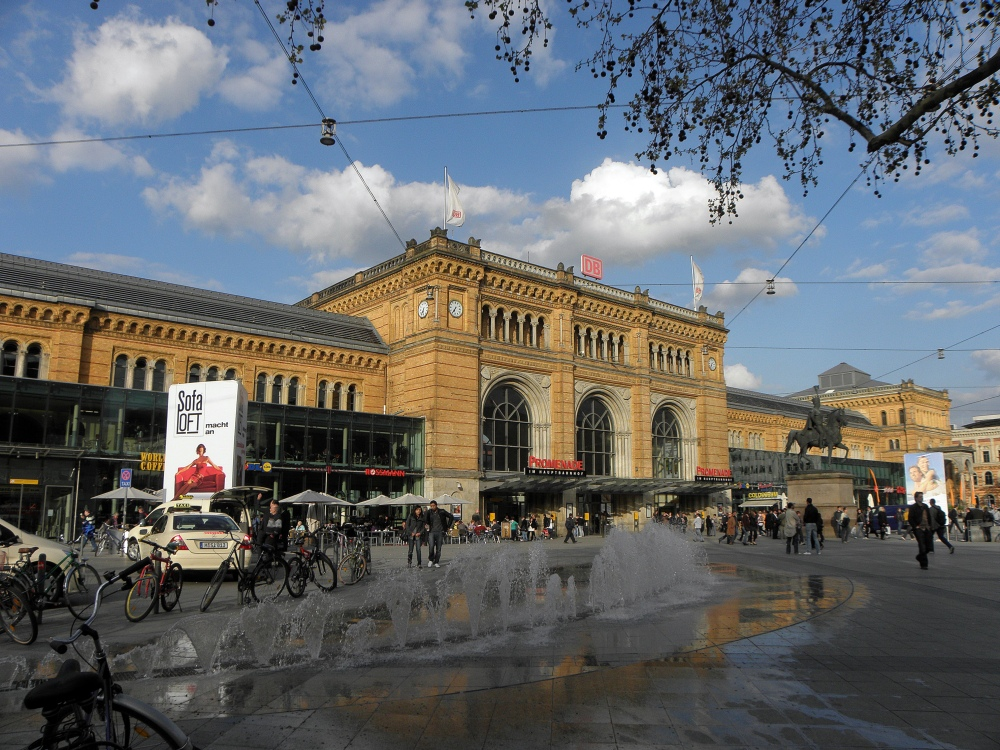
Staniční budova
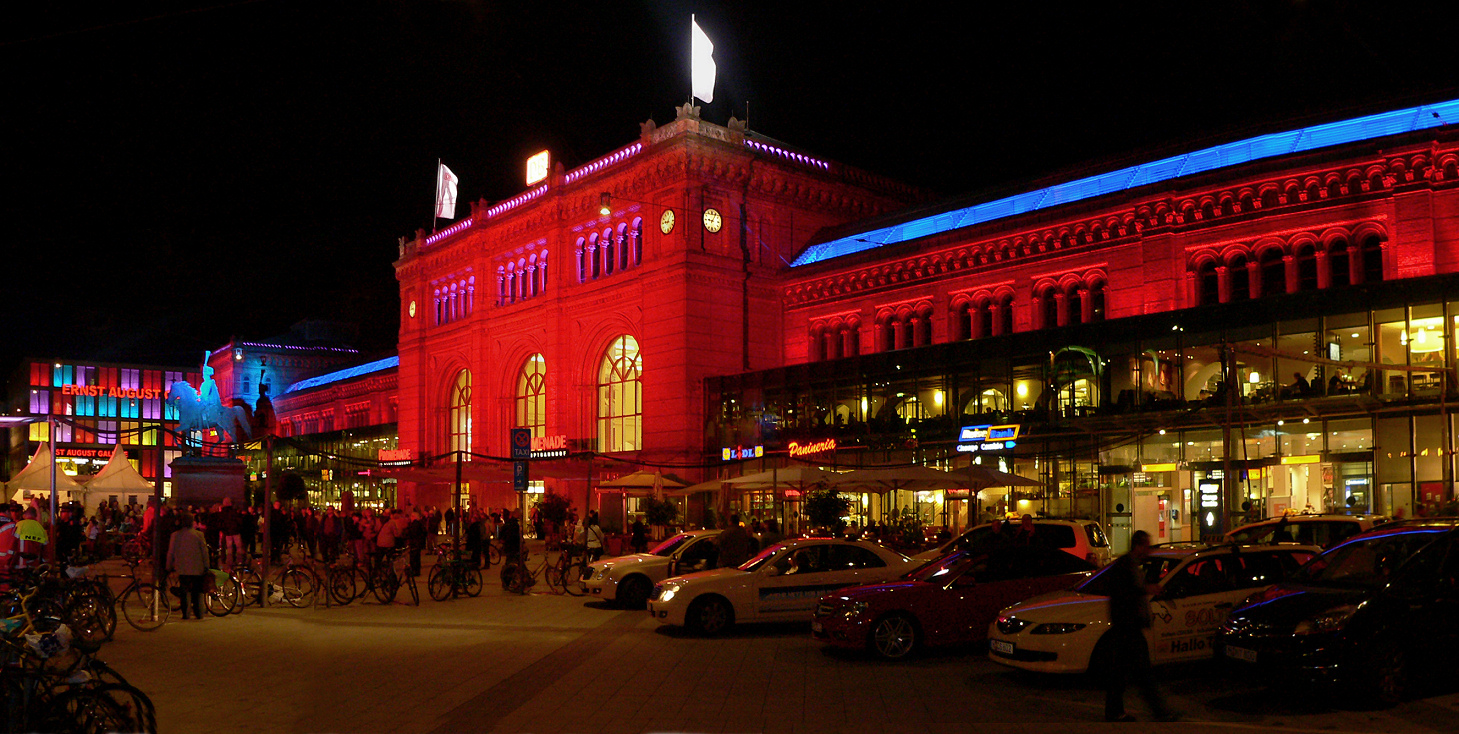
Staniční budova v noci
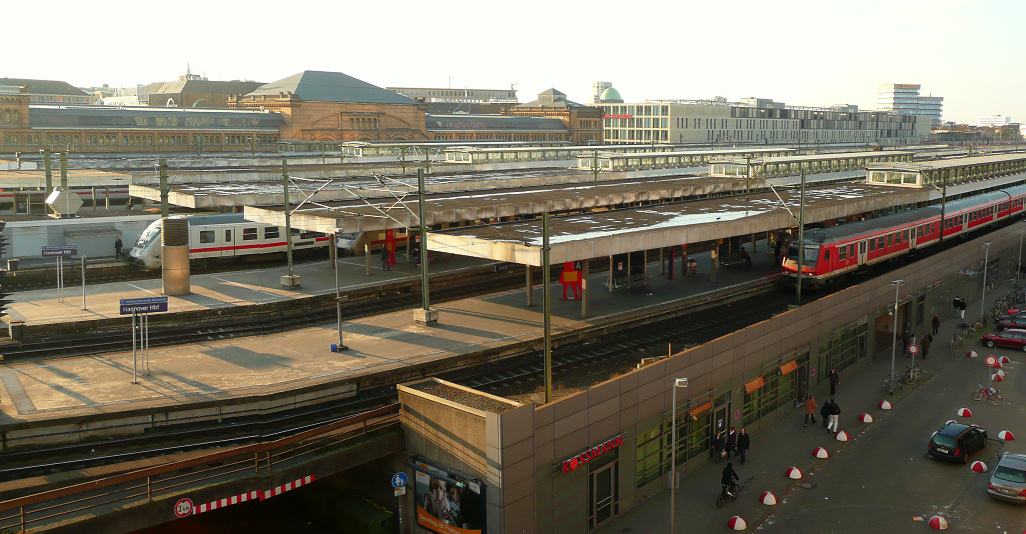
Nástupiště
- Příjezd spoje Intercity-Express – ICE